# Luigi Campolonghi
Luigi Campolonghi (Pontremoli, 14 août 1876 - Settimo Vittone, 21 décembre 1944) est un journaliste et écrivain italien. Membre du Parti socialiste italien de 1896 à 1903, il a été l'un des fondateurs de la Ligue italienne des droits de l'homme.

## Jeunesse
Fils d'Agostino Campolonghi et de Marianna Agnoloni, il grandit dans une famille aisée. Son père le fait entrer au collège Maria Luigia de Parme, dont il est expulsé en 1894 pour y avoir mené une active propagande révolutionnaire ; il subira ensuite deux autres exclusions pour le même motif. À cette époque, s'était constitué un club ouvrier à Pontremoli, en 1887, puis une coopérative de production et de travail à laquelle un groupe de militants socialistes dirigé par l'avocat Pietro Bologna s'était joint : parmi ceux-ci, on comptait Campolonghi, Azeglio et Angiolino Cortesi, Tito Bassignani, Vittorio Carloni, Pietro Ferrari, Orlando et Pirro Orlandini, Alceste De Ambris et Giovanni Sardella, tous activement engagés dans la propagande politique et sociale.
De cette expérience naît en 1898 le journal socialiste local La Terra, un périodique se positionnant pour la défense d'une population rurale que la pauvreté de la région de Pontremoli avait toujours contraint à une vie d'épreuves et de misère ou d'émigration; Luigi Campolonghi est nommé rédacteur en chef du journal. Cette même année, il publie également un recueil de ses poésies, Dolore. La Terra connait cependant une existence courte : en mai de cette même année, en raison de l'état de siège proclamé dans la province de Massa, les publications cessent après seulement huit numéros.
Sur ordre du général Heusch, toutes les sections socialistes sont dissoutes et leurs dirigeants, y compris Pietro Bologna lui-même, sont emprisonnés. Campolonghi, âgé de 21 ans, doit pour échapper à l'arrestation, quitter l'Italie et se réfugier à Marseille, où il rencontre Jean Jaurès, Frédéric Mistral, Amilcare Cipriani et Garzia Cassola. Il épouse Ernestina, la fille de ce dernier en 1900, son autre fille épouse Leonida Bissolati, alors directeur de Avanti !

## L'exil, les journaux, la guerre
En France, Luigi Campolonghi passe trois ans à exercer les métiers les plus divers pour gagner sa vie, tout en continuant à promouvoir ses idées socialistes, notamment auprès des travailleurs italiens. Poursuivant sa carrière de journaliste, il fonde le journal socialiste L'Emigrante et commence à écrire pour Le Petit Provençal, journal local marseillais. Il collabore aussi à Avanti ! et devient correspondant du journal milanais Secolo et de deux journaux génois, Il Caffaro (it) et Il Giornale. À cette époque, il écrit également deux romans, La Zattera et Vita d'Ilio.
Il finit par être expulsé de France pour activités subversives à la suite de son soutien aux dockers de Marseille à l'occasion d'un mouvement de grève en 1901.
Après un court séjour à Barcelone, en Espagne, il retourne en Italie où il s'installe à Savone. Il y devient secrétaire de la première camera del lavoro municipale, poste qu'il occupe d'avril 1901 à novembre 1902. Il est aussi directeur du journal La Voce dei Lavoratori puis de Il Diritto. Après avoir déménagé à Gênes en 1904, il devient d'abord rédacteur en chef du journal Il Lavoro, fondé en juin 1903 (il signe nombre d'articles sous le pseudonyme Farandole), puis, en 1907, directeur de la revue anticléricale La Fionda.
En 1908, il publie à Gênes un recueil de nouvelles Il Popolo (Il libro della povera gente) et, en 1909, à Plaisance, le roman La Nuova Israele, centré sur la grève générale à Parme ; à cette époque, il écrit également un drame, Il Seminatore. À Florence, Campolonghi commence à écrire pour Il Nuovo Giornale et Il Popolo et, pendant cette période, il s'initie à la franc-maçonnerie dans la loge Lucifero du Grand Orient d'Italie. En 1910, il reprend sa collaboration avec le journal milanais Secolo, qui l'envoie d'abord à Barcelone pour suivre le procès de l'anarchiste Francisco Ferrer, qui sera fusillé pour ses activités anticléricales, puis à Paris, en tant que correspondant pour ce journal ainsi que pour le Messaggero de Rome.
À Paris, Luigi Campolonghi commence à collaborer avec Le Petit Parisien, perfectionnant sa connaissance de la langue française. Il se fixe définitivement dans la capitale française à partir de 1915. Dans le contexte du déclenchement de la Première Guerre mondiale, encouragé par Leonida Bissolati, il s'occupe activement du comité France-Italie, mène un travail de sensibilisation en faveur de l'alliance entre la France et l'Italie et, pour soutenir la cause interventionniste, se lance dans une série de conférences à travers la péninsule italienne.
À cette époque, il rédige également quelques biographies de militants révolutionnaires dont Amilcare Cipriani et Francisco Ferrer, et publie Nella tormenta, son journal de reporter sur le front belge en 1914. Jusqu'à l'avènement du fascisme, il reste en contact avec D'Annunzio, Prezzolini, Ungaretti et d'autres intellectuels italiens qui soutiendront plus tard le régime de Mussolini. Après 1922, en revanche, il adopte une position antifasciste ferme, à tel point que, des années plus tard, le poète Eugenio Montale aurait déclaré que Luigi Campolonghi fut l'un des rares membres de l'intelligentsia italienne à avoir eu le courage de s'opposer au fascisme naissant. 
À cette époque, à Paris, Aline Ménard-Dorian lui ouvre les portes de son salon politico-littéraire et, grâce à elle, il rencontre des personnalités importantes de l'époque, Clemenceau, Briand, Léon Blum, Alexandre Kerenski, Émile Vandervelde, Miguel de Unamuno, Anatole France, Victor Basch, les critiques de Comœdia. Campolonghi fonde à Paris Don Quichotte, quotidien d'action latine, journal qui parait du 21 février 1920 au 31 décembre de cette même année et qui éveille l'intérêt d'Ungaretti.

## De l'avènement du fascisme au retour en Italie
En 1922, avec l'aide de son épouse et d'un groupe d'amis, dont Ferdinando Bosso, il fonde la Ligue italienne des droits de l'homme (LIDU), dont il devient secrétaire, la présidence étant assurée par Alceste De Ambris. En 1923, Campolonghi se rend en Italie pour démissionner du Secolo et du Messaggero, désormais sous le contrôle total du régime fasciste. Il retourne une dernière fois, à Pontremoli, sa ville natale.
De retour en France, il se retire dans une ferme près du château de Douazan, dans la région de Nérac en Gascogne et y mène son combat d'opposition antifasciste. Le lieu est la destination dans les années 1920 de nombreux réfugiés italiens, dont Giorgio Amendola, Aldo Natoli, Silvio Trentin et Domizio Torrigiani. Luigi Campolonghi fonde aussi à Mandelieu-la-Napoule, la Fraternité franco-lunigianaise.
À cette époque, il écrit Una cittadina italiana fra l'800 e il 900, un roman autobiographique dans lequel il évoque sa ville natale durant sa jeunesse. Il écrit aussi Esilio, aux tonalités lyriques. En 1939, Campolonghi s'engage dans la constitution d'un comité national italien ayant pour objectif d'organiser une légion de combattants prêts à lutter contre le fascisme. Une initiative considérée avec suspicion par les autorités françaises. En 1940, il est affecté d'une forme grave d'hémiplégie. Guido Levi, Giuseppe Saragat et Randolfo Pacciardi lui rendent visite à Bordeaux. En 1943, Luigi Campolonghi retourne en Italie, trouvant refuge à Settimo Vittone, dans la vallée d'Aoste. Il y décède le 21 décembre 1944.
Il est le grand-père maternel de la scénariste Marie-Claire Solleville et de la chanteuse Francesca Solleville.

## Archives
- Inventaire du fonds d'archives de Luigi Campolonghi conservé à La contemporaine.